# Грифид Майлор
Грифид Майлор (валл. Gruffydd Maelor; умер в 1191 году) — король Поуис Вадога (1160—1191).

## Биография
Грифид Майлор был вторым сыном Мадога, последнего короля единого Поуиса, и его жены Сусанны, которая была дочерью Грифида Гвинеддского.
При разделе владений Мадога Грифид первоначально получил Майлор и Йель. После смерти брата, Оуайна Младшего в 1187 году, к нему перешли Нанхейдви, Кинллайт-Оуайн и Нижний Мохнант. Позже он отбил Кивейлиог у кузенов Оуайна и Меурига.
В 1191 году Грифид умер и его владения унаследовали его два сына Мадог и Оуайн.